# Vellocatos
Vellocatos (latinisé en Vellocatus) est un roi celte brittonique qui régna au Ier siècle apr. J.-C. sur le peuple des Brigantes, dans le nord-est de l’actuelle Angleterre, entre les fleuves Humber et Tyne. Il épouse la reine Cartimandua après qu’elle eut évincé Venutios.
Les Brigantes étaient un puissant peuple de culture brittonique localisé dans les actuels comtés du Northumberland et du Yorkshire. Ils avaient pour principaux voisins les Selgovae et les Carveti au nord et les Parisii, les Cornovii et les Coritani au sud.
Vellocatos, dont le nom signifie « très bon au combat » en celtique, nous est connu par un passage de Tacite dans Les Histoires :
«  Dédaignant Vénutios qui était son époux, elle admit au partage de son lit et de son trône Vellocatos, écuyer de ce prince. Ce scandale ébranla sa maison. L'époux avait pour lui l'opinion du royaume : la passion de la reine et sa cruauté protégeaient l'adultère. Vénutios appela du secours, et, secondé par la défection des Brigantes eux-mêmes, il réduisit Cartimandua aux dernières extrémités. Alors elle demanda l'appui des Romains. Nos cohortes et notre cavalerie, après des chances partagées, tirèrent enfin la reine de péril. »
— Tacite, Les Histoires, Livre III, chapitre XLV.
D’écuyer, il devient donc l’époux de la reine et le souverain des Brigantes vers 51 ap. J.-C., alors que Venutios se lance dans la résistance à l’occupation romaine et la guerre contre Androgeus, alliée des Romains. Le sort de Vellocatos n’est pas connu.

## Sources
- Venceslas Kruta, Les Celtes, Histoire et Dictionnaire, Éditions Robert Laffont, coll. « Bouquins », Paris, 2000,  (ISBN 2-7028-6261-6).
- John Haywood (intr. Barry Cunliffe, trad. Colette Stévanovitch), Atlas historique des Celtes, éditions Autrement, Paris, 2002,  (ISBN 2-7467-0187-1).
- Consulter aussi la bibliographie sur les Celtes.